# İlhan Selçuk
İlhan Selçuk (1925. március 11. – 2010. június 21.) török író, újságíró, novelista, ügyvéd, szerkesztő.

## Életrajz
Anyja örmény származású volt.
1950-ben diplomázott az Isztambuli Egyetem Jogtudományi Karán.
Újságírói pályafutása 1961-ben kezdődött az Akşam (Este) nevű lapnál, ugyanebben az évben a Tanin (Rezonancia) és a Vatan (Haza) lapoknál is megjelentek írásai. Egy évvel később Nadir Nadi Abalıoğlu meghívására a világi irányultságú Cumhuriyet (Köztársaság) újságnál kezdett dolgozni, ahol 1991-től haláláig főszerkesztő volt.

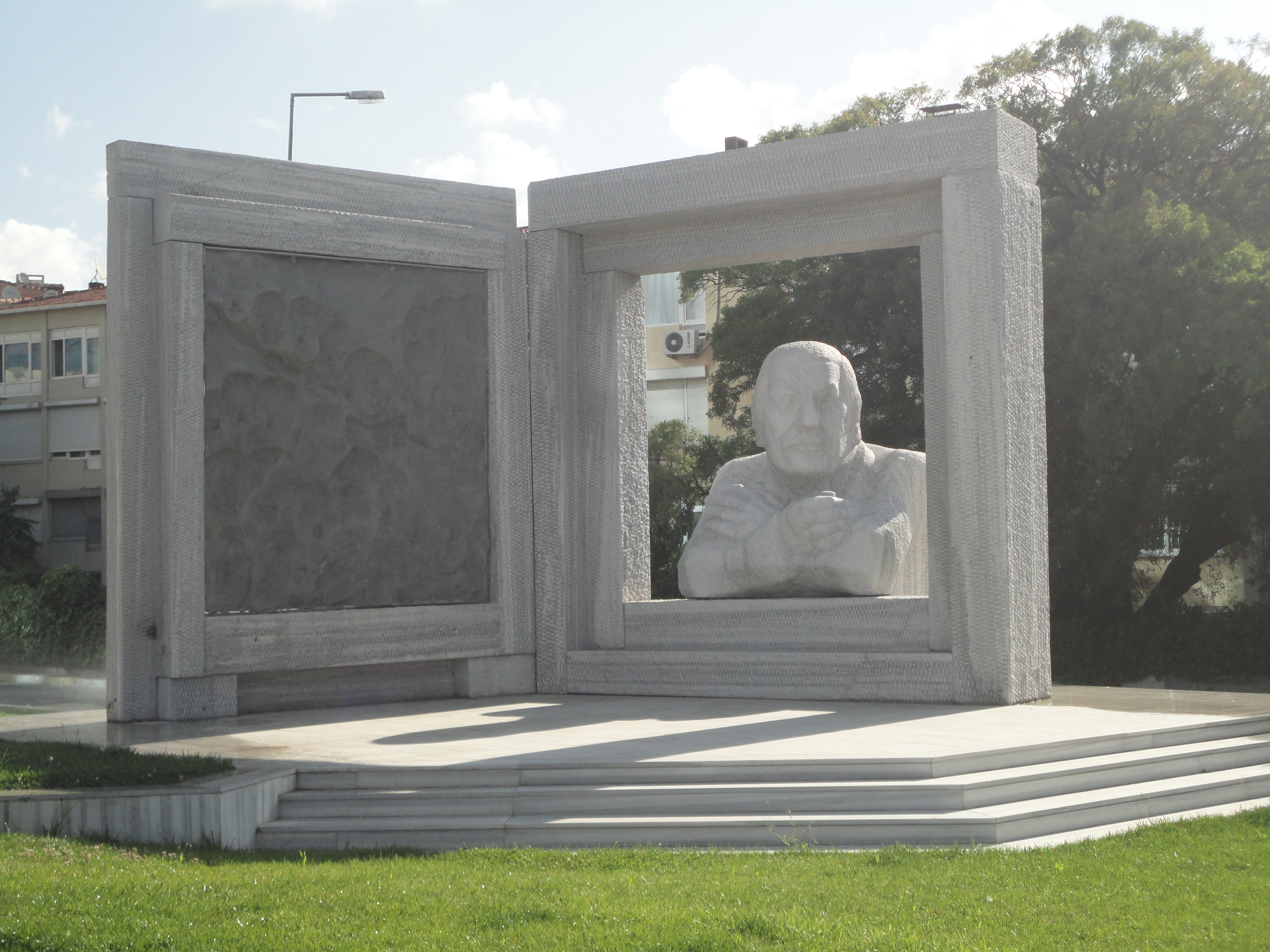
İlhan Selçuk ve Cumhuriyet Aydınlanmasını Yaratanlar Anıtı

Az 1971. március 9-i memorandum közzététele után, a március 12-i katonai puccs idején letartóztatták és az Isztambul ázsiai részen fekvő Ziverbey pavilonba (Ziverbey Köşkü) vitték, ahol – sok más értelmiségivel együtt, pl. Uğur Mumcu, Murat Belge – megkínozták.
2008. március 21-én hajnali 4.30-kor őrizetbe vették az Ergenekon-ügy nyomozása során, és kihallgatása után 2 nappal letartóztatták.
2010. június 21-i halálát követően az isztambuli Hacıbektaş kerületben (ilcse) található Csillag temetőben (Yıldızlar Mezarlığı) helyezték örök nyugalomra.

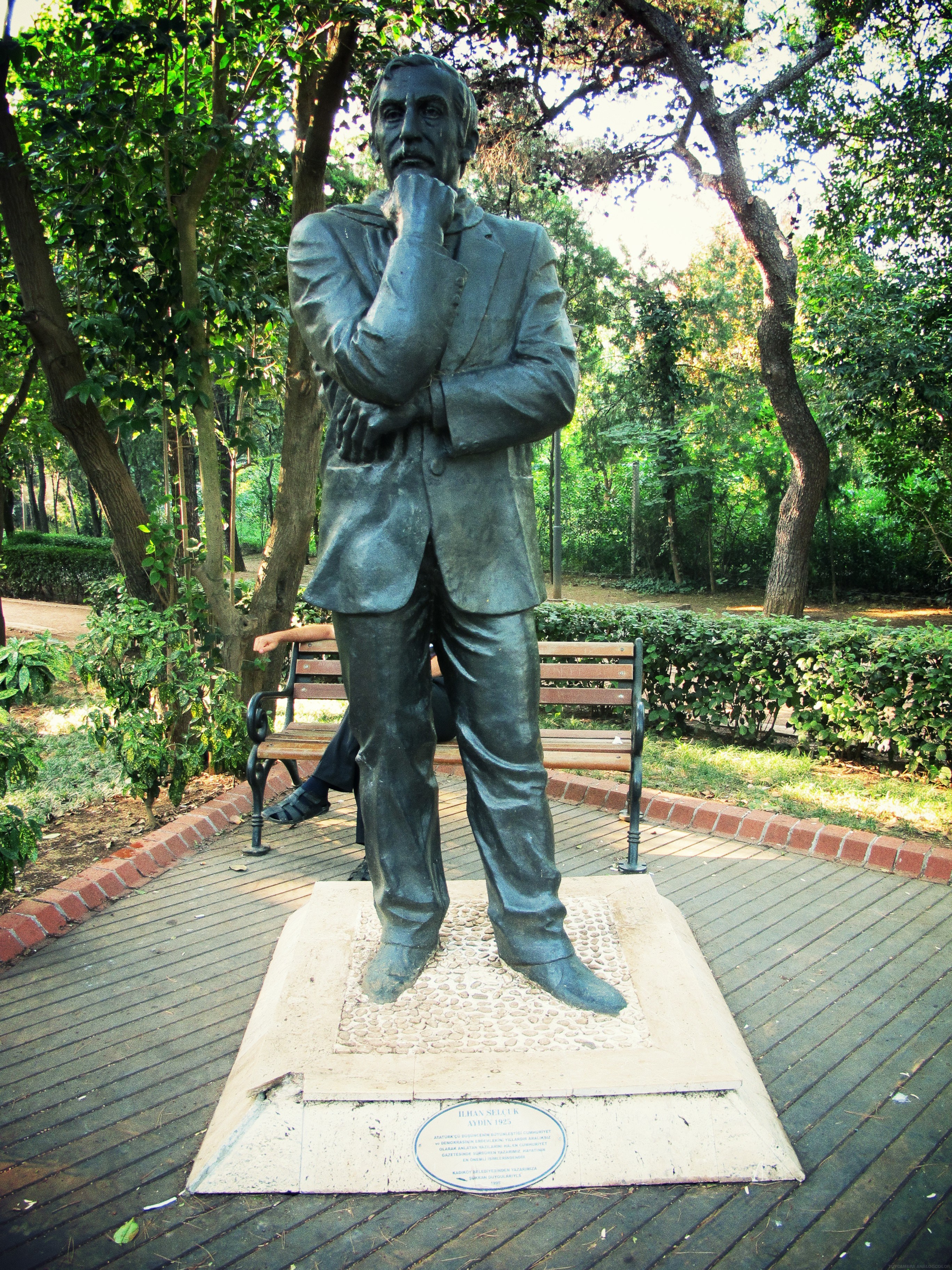
Yazarın 1995 senesinde yapılan heykeli Kadıköy'deki Özgürlük Parkı'nda bulunmaktadır

## Fordítás
- Ez a szócikk részben vagy egészben  a(z)   İlhan Selçuk című angol Wikipédia-szócikk fordításán alapul.  Az eredeti cikk szerkesztőit annak laptörténete sorolja fel. Ez a jelzés csupán a megfogalmazás eredetét és a szerzői jogokat jelzi, nem szolgál a cikkben szereplő információk forrásmegjelöléseként.
- Ez a szócikk részben vagy egészben  a(z)   İlhan Selçuk című török Wikipédia-szócikk fordításán alapul.  Az eredeti cikk szerkesztőit annak laptörténete sorolja fel. Ez a jelzés csupán a megfogalmazás eredetét és a szerzői jogokat jelzi, nem szolgál a cikkben szereplő információk forrásmegjelöléseként.